# A fordítás nemzetközi napja

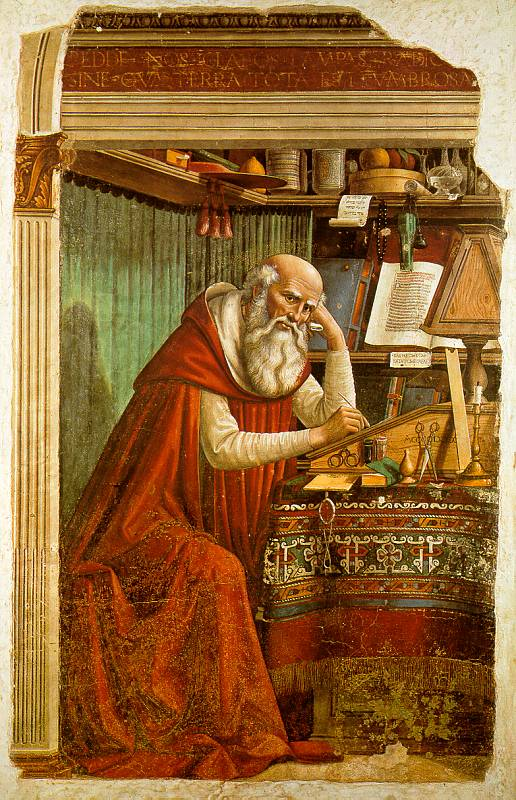
Szent Jeromos

A fordítás nemzetközi napját minden évben szeptember 30-án, a fordítók védőszentjeként tisztelt Biblia-fordító Szent Jeromos ünnepekor tartják.

## Története
A fordítás nemzetközi napjának megünneplését a Fordítók Nemzetközi Szövetsége 1953-as megalakulása óta támogatja. A szövetség 1991-ben vetette fel egy hivatalosan elismert ünnepnap gondolatát, hogy így fejezze ki szolidaritását a világ fordítói közösségével, támogatva a fordítás mint szakma elismertségét a különböző (nem feltétlenül csak a keresztény) országokban.
2017-ben az ENSZ határozatban ismerte el a fordítók világnapját, elismerve ezáltal a nemzetek közötti kapcsolatok fenntartásában a fordítók fontos szerepét.

## Fordítás
- Ez a szócikk részben vagy egészben  az   International Translation Day című angol Wikipédia-szócikk fordításán alapul.  Az eredeti cikk szerkesztőit annak laptörténete sorolja fel. Ez a jelzés csupán a megfogalmazás eredetét és a szerzői jogokat jelzi, nem szolgál a cikkben szereplő információk forrásmegjelöléseként.